# Frangepán Ferenc (horvát bán)
Gróf Szluini Frangepán I. Ferenc (horvátul: Franjo I. Frankopan Slunjski; Szluin, 1536 – Varasd, 1572. december 2.) a Frangepán családból származó horvát főúr, Zengg grófja, hadvezér, horvát-dalmát-szlavón bán. A török elleni harcok egyik jeles alakja. Ő volt az utolsó férfi leszármazottja a Frangepán család szluini ágának, akit Horvátországban „a maradék Illíria kardjának és pajzsának” („mačem i štitom ostatka Ilirije”) neveztek. 

## Élete
Gróf Szluini Frangepán III. György és Blagaji Anna fiaként született 1536-ban.  Apja 1553-as halála után megörökölte Szluin, Cetin, Mala és Velika Kladuša, Kersztinja, Kremen, valamint a horvát tengerparton fekvő Ledenice várait és a kulpamenti Gora birtokot, ahol 1558-ban a szábor segítségével felépítette Letovanić kastélyát. Soha nem került viszont ténylegesen a birtokába a Dubovac környéki Belaj vára, amelyet 1568-ban kapott. Birtokainak nagy része a Boszniai szandzsák közvetlen közelében volt, és állandó török veszélynek volt kitéve. A birtokokból származó összes bevételt várai és azok őrségei megerősítésére fordította. Már 1553-ban kérte Ivan Lenkovićot, Zengg kapitányát, hogy küldjön katonákat a Hrasztovica és a Cetin melletti Gora váraiba, 1555-ben pedig hiába követelte, hogy engedjék be alattvalóit az erődítmények megerősítésére. 1557-ben és 1562-ben emberei erősítették meg Drezsniket, Modrust és más várakat. 1555-ben segítséget kért Ungnad főkapitánytól is, aki azt követelte, hogy adják át neki Kersztinja várát és mindkét Kladusát. A következő évben a törökök feldúlták Ferenc kulpamenti birtokait.
Egész életét Horvátország védelmében és a törökök elleni harcban töltötte. A horvát szábor 1560. március 3 és 10. között megtartott zágrábi ülésén határozatot hozott, hogy Frangepán Ferenc ellenőrizze a Kulpa Letovanić melletti átkelőjét, ahol őrséget kellett felállítania. Ugyanezen év márciusában ott volt a törökökkel Žirovnica és Szluin mellett összecsapó seregben, októberben pedig Mala Kladusát és környékét védte a törököktől, továbbá részt vett a betolakodók megállításában a Petrova gorán.  1566-ban részt vett Krupa várának meghiúsult védelmében, ahol hiába kérlelte a császári főparancsnokot Herbert Auersperget a támadásra. Szigetvár 1566. évi ostroma során a császári fősereg részeként Győrnél táborozott a seregével. 1567-ben Miksa király őt és Draskovich György zágrábi püspököt nevezte ki horvát-szlavón-dalmát bánná. Személyes barátság is összekötötte őket. Közös báni pecsétjük volt mindkét család címerével.
A horvát szábor következő ülésén utasította, hogy felügyelje a sziszeki és hrasztovicai erődök munkálatait, és mindkét bán ügyeljen az ott dolgozó jobbágyok biztonságára. Ezenkívül a bánok szükség esetén felkelést hirdethettek. 1569-ben a törökök állandóan panaszkodtak, hogy Frangepán Ferenc megtámadta Boszniát. Többször is sikertelenül kérte Miksa királyt, hogy engedje meg neki a párbajt Hamzával, a boszniai török szandzsákbéggel. Draskovich bánnal együtt megakadályozták a törökök behatolását Hrasztovica és Sziszek közelében. 1569. május 8-án a bánok összehívták a horvát szábor ülését, amelyen ismét szó esett a várak megerősítéséről és a védekezésről, valamint a királyi csapatok erőszakosságáról a paraszti birtokokon. 1570 folyamán több országgyűlést hívtak össze, hogy megvitassák Hrasztovica védelmét, amelyet a fegyverszünet ellenére folyamatosan támadtak a törökök. Bár Miksa király a török követek előtt megvédte boszniai betöréseit, Ferenc unokatestvérével Zrínyi VIII. Miklóssal és másokkal szeptemberben Kostajnica alatt átkelt az Unán, és ismét török területre tört. 1571 júniusában kiűzte a török lovasságot Hrasztovica alól. 1572 április 2-án Pozsonyban jelen volt azon az országgyűlésen, amelyen Rudolf főherceget horvát-magyar királlyá kiáltották ki, majd szeptember 25-én ott volt a koronázási szertartáson is. Közben a törökök folyamatosan fosztogatták birtokait, melyeket főként saját költségén, jobbágyaival, némi lovassággal és őrséggel védett. A harcok közben Nádasdy Tamás nádorral a Kulpán is átkelt. Bátorságának és katonai ügyességének köszönhetően, amíg ő élt a hódítók nem értek el sok sikert. 1572-ben már csak 20 jobbágya maradt, és mivel szinte szüntelenül harcolt, az országgyűlés kérte a királyt, hogy adjon neki egy várost öröklési jogokkal és bevételekkel, Draskovich Györgynek pedig adja oda Trakostyánt.
Ez a nagy harcos egy kisebb, de szakszerűtlenül elvégzett orvosi beavatkozás miatt halt meg Varasdon, miközben esküvőre tartott Morvaországba menyasszonyával, Kerecsényi Lászlónak, egykori szigetvári kapitánynak, Magyarország és Horvátország egyik leggazdagabb hűbérurának lányával. A „maradék Illyria kardjának és pajzsának” (ensis et clipeus Illyrici reliquiarum) nevezett bán halála az egész országban nagy visszhangot keltett, mivel ágának utolsó férfi leszármazottja volt. A zágrábi székesegyházban temették el, ahol nővére Anna, helyezett el tiszteletére egy emléktáblát, amelyen az áll, hogy Ferenc Zengg, Veglia és Modrus grófja.  Birtokait a királyi kincstár vette át,  de a trsati Frangepánok, valamint Zrínyiek és Blagajiak is igényt tartottak rá. Húga, Anna 1572-ben és 1578-ban átadta a birtokok jogait Miksa és Rudolf királyoknak. Közvetlenül Ferenc halála után a boszniai beglerbég, Ferhat pasa intézett támadást birtokai ellen.